# Tapinoma annandalei
Tapinoma annandalei é uma espécie de formiga do gênero Tapinoma.